# 100扇門
《100扇门》为愛内里菜&三枝夕夏的单曲。合声为sparkling☆point。
读卖电视台・日本电视台动画《名侦探柯南》片头曲。

## 概要
- 《100もの扉》的作词为愛内里菜・三枝夕夏，作曲为大野克夫，編曲为古井弘人（GARNET CROW）。
- 翻唱了同属一家唱片公司的小松未步的《謎 -rearrange version-》，此曲为1997年时的名侦探柯南片头曲。
- 翻唱了同属一家唱片公司的Rumania Montevideo的《Still for your love -rearrange version-》，此曲为1999年时的名侦探柯南片尾曲。
- 初回限定版特典DVD收录内容为，《100扇门》的PV和Live视频以及与其他的唱片公司歌手交流的内容等。

## 收录曲
1. 100もの扉
2. 謎 -rearrange version-
3. Still for your love -rearrange version-
4. 100もの扉（TV version）
5. 100もの扉（Instrumental）

- 初回特典DVD附加（100もの扉PV）